# Colombin de Lure

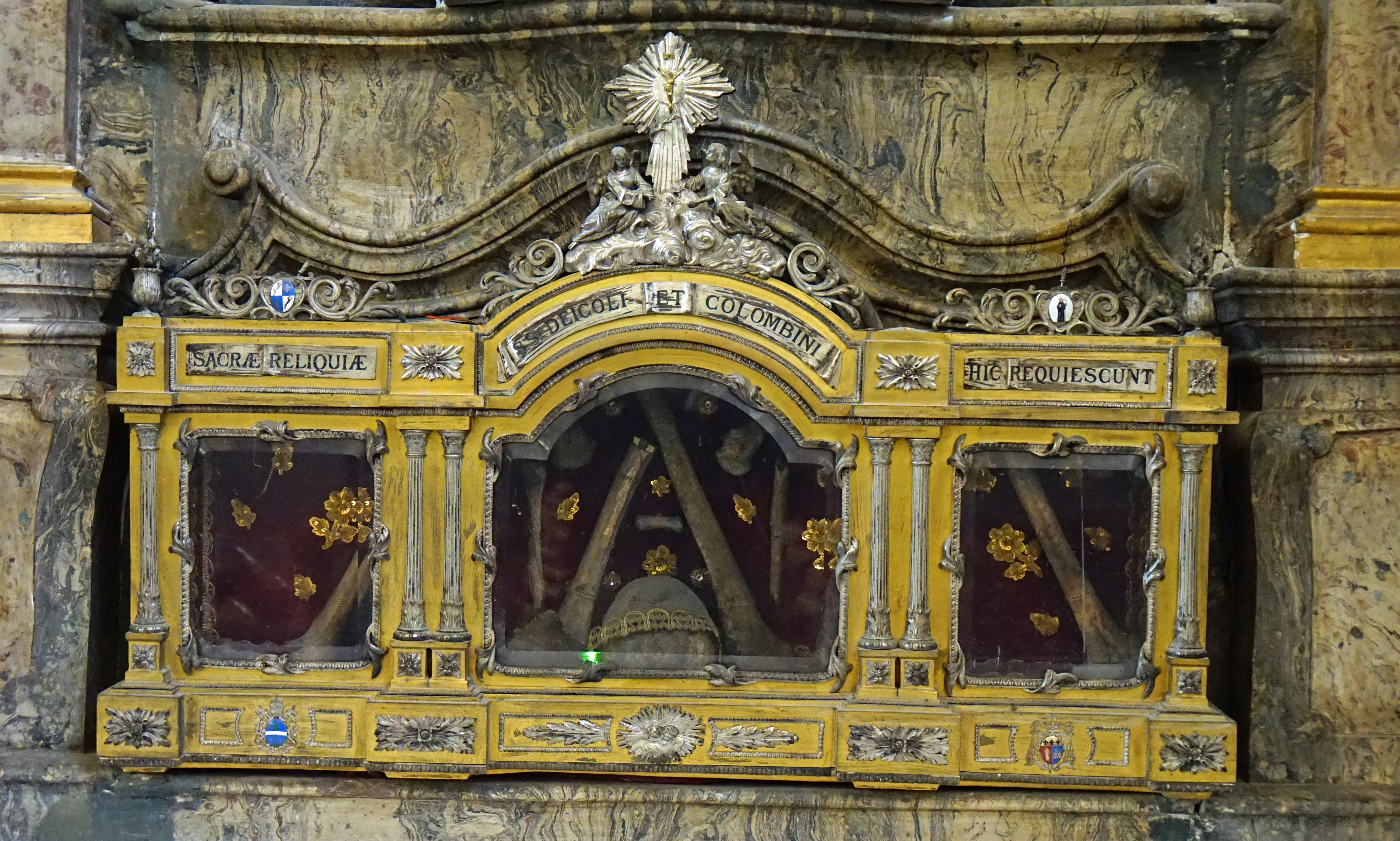
Le reliquaire de saint Desle et saint Colombin dans l'église Saint-Martin de Lure.

Saint Colombin abbé de Lure est un moine irlandais venu sur le continent en compagnie de saint Colomban de Luxeuil.
Il est fêté le 13 septembre.
Il succéda à son parrain saint Del de Lure (ou Déicole) sur le siège abbatial de Lure. Leurs deux corps furent vénérés jusqu'à la Révolution dans l'abbatiale de Lure.
Saint Colombin de Lure figure en compagnie de saint Colomban de Luxeuil sur le 
tableau Les Saints de la Vosge.